# Сторожевые катера типа «Мирна»
Сторожевые катера типа «Мирна» (хорв. Ophodni brodovi klase Mirna) — югославские и хорватские сторожевые катера, построенные на верфи «Кралевица» в 1979—1985 годах и состоявшие на вооружении ВМС Югославии и Хорватии. Всего было построено 11 таких кораблей, 4 из них служат в данный момент в хорватском флоте. Основной целью службы таких судов является охрана морских границ, и возможности борьбы с вражескими судами у таких сторожевых катеров по сравнению с обычными катерами значительно расширены.

## Строительство
Строительство катеров началось в 1979 году и продолжалось до 1985 года. За этот временной промежуток были построены 11 катеров в трёх партиях (в первой 4, во второй 2, в третьей 5). В ходе строительства производились изменения в проект катера: вместо одного 20-мм орудия предложили устанавливать сразу четыре таких орудия. Корпус был точно таким же, как у ракетных катеров проекта 401, что позволило снизить водоизмещение и повысить манёвренность. Экипаж каждого катера состоял из 5 офицеров, 4 младших офицеров и 10 матросов. На данный момент в строю находятся катера «OB-01 Novigrad» (бывший PČ-171), «OB-02 Šolta» (бывший PČ-176), «OB-03 Cavtat» (бывший PČ-180) и «OB-04 Hrvatska Kostajnica» (бывший PČ-181).

## Характеристики

### Физические
Водонепроницаемый корпус целиком сделан из стали, надстройка выполнена из алюминиевого слава. Сам корпус с шестью водонепроницаемыми переборками, делится на 7 отсеков, что повышает стойкость корабля в бою. Длина 32 м, ширина 6,75 м, высота 3,5 м, осадка 1,7 м. Главная энергетическая установка состоит из двух дизельных моторов типа Pielsick 12PA4V200VGDS с двойным наддувом. Они дают мощность в 2206 кВт и скорость до 28 узлов (при 1500 оборотах двигателей в минуту). Катер может нести 16,2 т топлива типа D-2 и до 4,2 т питьевой воды. Дальность плавания составляет около 600 миль, автономность — 4 дня в мирное время и до 8 дней во время боевых действий.

### Оружейные
В состав навигационного оборудования входят навигационные радары Decca RM 1216 и Sperry BridgeMaster E с дальностью действия до 48 км (при идеальных условиях). Для борьбы с подлодками (второстепенная задача) используется эхолот (сонар) Simrad SQS-5Q3D/SF, который позволяет обнаруживать подлодки в радиусе до 1800 м (в том числе и при сильных шумовых помехах). В некоторых случаях катер оснащается глубинными бомбами малой дальности, которые сбрасываются с кормы судна. Катер также вооружён 40-мм орудием Bofors D70 и четырёхорудийной установкой M71 Hispano калибром 20 мм, использует ракеты: 4 пусковые установки «Стрела-2М» и 4 осветительные ракеты «Свитац» калибром 128 мм.